# 아글라오네마족
아글라오네마족(Aglaonema族, 학명: Aglaonemateae 아글라오네마테아이[*])은 천남성아과의 족이다.

## 하위 분류
- 아글라오네마속(Aglaonema Schott)
- Aglaodorum Schott